# Государственная контрольно-надзорная служба социального обеспечения и здравоохранения
Государственная контрольно-надзорная служба социального обеспечения и здравоохранения (сокращённо — Valvira; фин. Sosiaali- ja terveysalan lupa- ja valvontavirasto, швед. Tillstånds- och tillsynsverket för social- och hälsovården, англ. National Supervisory Authority for Welfare and Health) — государственная организация Финляндии, осуществляющая контроль в области социальных услуг и здравоохранения.

## Деятельность
Лицензирование
По данным службы, Финляндия испытывает дефицит медицинского персонала, а из ~ 200 иностранных специалистов ежегодно пытающихся получить лицензию на работу в Финляндии (большая часть из которых — россияне), всего лишь 40 человек доводят процесс до конца и получают соответствующую лицензию на работу. В 2014 году за необоснованные предписания пациентам наркотических средств, права заниматься медицинской деятельностью лишились 24 врача и 57 человек среднего медицинского персонала, права ещё 60 человек были ограничены.
В связи делом о лже-врачах, имевшем широкий резонанс в 2011—2013 годах, ведомство приняло решение о проверке всех российских медицинских дипломов в Финляндии за последние 20 лет, а трём чиновникам ответственным за контроль врачебных лицензий были предъявлены обвинения в нарушении ведомственных инструкций, в связи с чем уездным судом Хельсинки 26 апреля 2013 года они были приговорены к штрафам в размере 3,5 тысячи евро каждый.
На конец 2014 года в Финляндии отсутствовали рекомендации Valvira относительно электронных сигарет, в связи с чем возрастное ограничение по продаже табачной продукции не касается этого изделия.
Контроль качества услуг
В марте 2016 года был выявлен случай ошибочного вторичного использования медицинских игл в лаборатории HUSLAB в столичном районе Камппи.
Ювенальная служба
В 2011 году, по данным ведомства, несмотря на развитую систему социальной опеки над детьми, во многих муниципалитетах Финляндии катастрофически не хватало квалифицированных социальных работников, а число жалоб на действия работников органов защиты детей увеличилось в 2011 года на одну треть по сравнению с 2010 годом.
Реклама
В 2012 году в стране запрещена реклама светонаушников фирмы Valkee Oy, как не соответствующая утверждению в помощи при джетлаге.
С 1 января 2015 года распоряжением ведомства запрещена реклама слабоалкогольных напитков в публичных местах, в частности, на автобусных остановках, в общественном транспорте и на рекламных щитах. Запрет распространяется также на рекламу на ТВ и радио.